# Ersjanische Sprache
Das Ersja-Mordwinische (ersjanisch э́рзянь ersjan’) ist einer der beiden Hauptdialekte der mordwinischen Sprache, die zur wolgafinnischen Gruppe der finno-ugrischen Sprachen gehört. Es wird auch Ersa-Mordwinisch geschrieben. Gesprochen wird diese Sprache in den nördlichen Teilen der Republik Mordwinien.
Die genaue Sprecherzahl für das Ersja-Mordwinische ist nicht exakt zu beziffern; für das gesamte Mordwinische beträgt sie ca. 750.000, wobei das Ersjanische den weitaus größten Teil mit etwa 500.000 Sprechern einnimmt. Allerdings beherrschen insbesondere Jugendliche in den Städten ihre Muttersprache schlecht oder gar nicht. Da der Schulunterricht meistens nur in der russischen Sprache stattfindet, haben die Kinder, deren Muttersprache Ersja- oder Mokscha-Mordwinisch ist, wenig Chancen, ihre Muttersprache literarisch zu entwickeln. Die Anzahl der Sprecher sinkt kontinuierlich. Auf Dauer könnten die beiden mordwinischen Sprachen deswegen vom Aussterben bedroht sein.
Die Dichterin Xenija Petrowa förderte den Muttersprachunterricht und erstellte eine Grammatik der ersjanischen Sprache.

## Entwicklung der Sprache und gegenwärtige Situation
Im 19. Jahrhundert wurden in verschiedenen Dialekten von Ersjanisch und Mokschanisch Bücher und religiöse Texte sowie Grammatiken von Ersja und Mokscha veröffentlicht (in Russland, Finnland und Ungarn). In den 1920er Jahren begann die Entwicklung der Literatursprachen Ersja und Mokscha und es wurden kulturelle Einrichtungen für die mordwinischen Sprachen gegründet. Als Grundlage für die Literatursprachen wurde jeweils der zentrale Dialekt gewählt. Der 1928 gegründete Autonome Kreis Mordwinien wurde 1934 in eine autonome sozialistische Republik umgewandelt und 1994 zur Republik Mordwinien. Nur 32 % der Einwohner dieser Republik sind Mordwiner, zwei Drittel der Mordwiner leben außerhalb der Republik.
Unter Josef Stalin begann in der zweiten Hälfte der 1930er Jahre der Große Terror, die gesamten mordwinischen Intellektuellen wurde entweder inhaftiert oder aufgrund erfundener Anschuldigungen hingerichtet. Durch Säuberungen verschlechterte sich die nationale Identität. Das System des muttersprachlichen Unterrichts begann infolge der Schulreform in den 1950er Jahren zu zerfallen, so dass Mordwinisch heute nur noch in der ersten Klasse und als Unterrichtsfach für einige Stunden in der Woche unterrichtet wird.
33 % der Mordwiner konnten im Jahr 1989 ihre eigene Sprache nicht, bei der Volkszählung 2010 war der Anteil weiter auf fast 50 % gestiegen. Der Prozess des Sprachwandels wird sich in den kommenden Jahrzehnten mit zunehmender Geschwindigkeit fortsetzen, da die meisten von ihnen zu den jüngeren Altersgruppen gehören.
Auch in den mordwinischen Gebieten löste der Zerfall der Sowjetunion und die Demokratisierung Russlands eine zerbrechliche nationale Wiederbelebung aus, welche jedoch mit dem Auftreten wirtschaftlicher Schwierigkeiten schnell wieder im Keim erstickt wurde. Das 1998 erlassene Sprachgesetz ist so vage formuliert, dass es keine Rechte für die Benutzer des Mordwinischen garantieren kann. Die zentralistische Macht in Russland wurde unter der Regierung von Wladimir Putin gestärkt und die Rechte der Minderheiten beispielsweise in der Gesetzgebung und im Bildungswesen eingeschränkt.
Alle Ersjas und Mokschas kennzeichnen sich durch Zweisprachigkeit aus; sie ist unidirektional; Russischsprachige erwerben keine Kenntnisse der Mordwin-Sprachen. Immer schneller ab nimmt daher auch die Zahl der Kinder, die in Kindergärten oder Schulen Ersja oder Mokscha lernen.

## Phonologie

### Konsonanten
Ersjanisch hat 26 Konsonantenphoneme, die in autochthonen Wörtern verwendet werden, und drei, die nur in russischen Lehnwörtern verwendet werden (х, ф, щ).
Beispiele für russische Lehnwörter: fabriku, Dialekt: kvabrika 'Fabrik' und kolxoz, Dialekt: kolkoz 'Kolchos'.
| UPA     | Kyrillisch                                            |
| ------- | ----------------------------------------------------- |
| k       | к                                                     |
| t t'    | т, ть, oder т gefolgt von einem Frontvokal oder ё,ю,я |
| p       | п                                                     |
| g       | г                                                     |
| d d'    | д, дь oder д gefolgt von einem Frontvokal oder ё,ю,я  |
| b       | б                                                     |
| j       | й oder zu Wortanfang е, ё, ю, я                       |
| v       | в                                                     |
| s ś     | с, сь oder с gefolgt von einem Frontvokal oder ё,ю,я  |
| z ź     | з, зь oder з gefolgt von einem Frontvokal oder ё,ю,я  |
| š       | ш                                                     |
| ž       | ж                                                     |
| c ć     | ц, ць oder ц gefolgt von einem Frontvokal oder ё,ю,я  |
| č       | ч                                                     |
| r ŕ     | p, рь oder р gefolgt von einem Frontvokal oder ё,ю,я  |
| l l'    | л, ль oder л gefolgt von einem Frontvokal oder ё,ю,я  |
| n ń     | H, нь oder н gefolgt von einem Frontvokal oder ё,ю,я  |
| m       | м                                                     |
| χ       | х                                                     |
| f       | ф                                                     |
| šč ~ š́š́ | щ                                                     |

Ersjanisch hat eine Stimmkorrelation: Stimmlose Stopps und Zischlaute haben stimmhafte Paare (sieben Paare: k : g, t : d, t' : d', p : b, s : z, ś : ź, š : ž). Sie sind ursprünglich wortintern zwischen stimmhaften Lauten (z. B. Vokalen) oder über Lehnwörter entstanden. Heute können sie auch am Wortanfang vorkommen, insbesondere in beschreibenden Wörtern und Lehnwörtern.

### Konsonanteninventar
|                      | Bilabial | Labiodental | Dental | Alveolar | Palatal | Velar |
| -------------------- | -------- | ----------- | ------ | -------- | ------- | ----- |
| Nasale               | m        |             | n      |          | n       |       |
| Stimmloser Plosiv    | p        |             | t      |          | t       | k     |
| Stimmhafter Plosiv   | b        |             | d      |          | d       | g     |
| Stimmloser Frikativ  |          | f           | s      | š        | s       | x     |
| Stimmhafter Frikativ |          | v           | z      | ž        | z       |       |
| Affrikat             |          |             | c      | č        | c       |       |
| Lateral              |          |             | l      |          | l       |       |
| Vibrant              |          |             | r      |          | r       |       |
| Halbvokal            |          |             |        |          | j       |       |

### Betonung
Die Wortbetonung ist relativ frei, jedoch auch nicht willkürlich, es gibt bestimmte Tendenzen, die Betonung fällt in beiden Sprachen meist auf die erste Silbe.

## Vokale
Die Schriftsprache und die meisten Dialekte haben fünf Vokale:
|        | Vorderseite | Zentrum | Rückseite |
| ------ | ----------- | ------- | --------- |
| Hoch   | i           |         | u         |
| Mittel | e           |         | o         |
| Tief   |             | a       |           |

Alle Vokale sind kurz.
Nach einem nicht palatalisierten Konsonanten wird i eher hinten ausgesprochen (i͔). Daher wird es in Kyrillisch mit dem Buchstaben ы nach nicht palatalisiertem Zahnlaut geschrieben, z. B. сырне [si͔ ŕńe] 'Gold' Es ist jedoch nur ein Allophon von i.

### Vokal-Korrelationen und Verteilung
Ersjanisch hat den kleinsten Vokalbestand in der uralischen Sprachfamilie. Bei den hohen Vokalen kommt z. B. u im Kernwortschatz nicht in wortfinaler Stellung vor und i kommt nur in Suffixen vor. Beide hohen Vokale sind nur in der ersten Silbe häufig. Die Vokale c o a, die frei von solchen Verteilungsbeschränkungen sind, kommen am häufigsten vor.
Vokalsequenzen kommen nur in Lehnwörtern vor, z. B. neušto 'wirklich?' (< Russisch) oder gelegentlich als Folge des Verlusts eines dazwischenliegenden Konsonanten, z. B. raužo 'schwarz' <*rawužo.

## Morphologie

### Morpheme
Es existieren achtzehn Formen für nominale, dreizehn für verbale Stämme; bei Suffixen ist das Muster umgekehrt, es gibt elf Verb-Suffix-Formen, aber nur fünf Formen für nominale Suffixe; die Verteilung ist in Moksha ungefähr identisch. Die typischsten Morphemformen im Ersjanischen sind folgende: V, VC, VCC, CV, CVC.

### Wortstamm-Varianten
Alle Verben und Substantive haben sowohl konsonantisch-finale als auch vokal-finale Varianten, an die nach verschiedenen Regeln Suffixe angehängt werden. Welche Variante gewählt wird, hängt zum Teil vom Stamm selbst ab (d. h. ist lexikalisch) und zum Teil von dem anzuhängenden Suffix.

### Suffix-Varianten
Die auffälligste Art der Suffixallomorphie wird durch die Vorder-/Rückprosodie des Stammes bestimmt; die Stammprosodie hängt vom Vorhandensein/Fehlen der Palatalisierung der stammfinalen Konsonanten und der Identität sowie Reihenfolge der Vokale ab.

### Harmonie von Vokalen und Konsonanten
Etwa 80 % des ererbten Wortbestands hat entweder einen vorderen oder einen hinteren Vokalismus, in den übrigen Wörtern treten vordere und hintere Vokale gemischt auf, meist aufgrund von Sekundäreffekten, die durch Konsonanten verursacht werden; z. B. Lehnwörter weisen naturgemäß einen höheren Anteil an Wörtern mit gemischten Vokalen auf, z. B. celkovoj 'Rubel', poverde- 'tropft'.
Während in Mokscha die meisten Suffixe nur eine harmonische Form haben, gibt es in Ersja mehr als zwanzig Varianten.

### Betonung
Die Betonung im Ersjanischen ist frei und in Bezug auf Grammatik und Lexikon nicht unterscheidbar. Jede Silbe eines Wortes kann ohne Rücksicht auf die Betonung und die unbetonten Silben vollständig und mit nicht reduzierten Vokalen ausgesprochen werden. Bei neueren russischen Lehnwörtern folgt die Betonung sowohl in Ersja als auch in Moksha dem russischen Muster.

### Substantive
Es gibt zwölf Fälle im Ersjanischen. Wenn ein Wort mit einem Konsonant endet, ist in der Regel vor den meisten Kasusendungen ein bindender Vokal (e oder o entsprechend der Vokalharmonie) erforderlich.
Substantive werden nach Fall, Zahl, Bestimmtheit und Besitzer flektiert. Ersjanisch unterscheidet zwölf Fälle (hier am Beispiel des Substantivs мода moda "Boden, Erde"). Die Zahl wird nur bei bestimmten Substantiven systematisch unterschieden; bei unbestimmten Substantiven und Substantiven mit einem Possessivsuffix hat nur der Nominativ einen eigenen Plural.
| Kasus         | unbestimmter Artikel  | unbestimmter Artikel  | bestimmter Artikel         | bestimmter Artikel            | 1.p. sg. poss.            | 1.p. sg. poss.            | 2.p. sg. poss.            | 3.p. sg. poss.                | 3.p. sg. poss.                |
| Kasus         | singular              | plural                | singular                   | plural                        | singular                  | plural                    | singular/plural           | singular                      | plural                        |
| ------------- | --------------------- | --------------------- | -------------------------- | ----------------------------- | ------------------------- | ------------------------- | ------------------------- | ----------------------------- | ----------------------------- |
| Nominativ     | мода moda             | мода-т moda-t         | мода-сь moda-ś             | мода-tне moda-ťńe             | мода-м moda-m             | мода-н moda-n             | мода-т moda-t             | мода-зo moda-zo               | мода-нзo moda-nzo             |
| Genitiv       | мода-нь moda-ń        | мода-нь moda-ń        | мода-нть moda-ńť           | мода-тне-нь moda-ťńe-ń        | мода-м moda-m             | мода-н moda-n             | мода-т moda-t             | мода-зo moda-zo               | мода-нзo moda-nzo             |
| Dativ/Allativ | мода-нень moda-ńeń    | мода-нень moda-ńeń    | мода-нтень moda-ńťeń       | мода-тне-нень moda-ťńe-ńeń    | мода-м moda-m             | мода-н moda-n             | мода-т moda-t             | мода-зo moda-zo               | мода-нзo moda-nzo             |
| Inessiv       | мода-со moda-so       | мода-со moda-so       | мода-сонть moda-sońť       | мода-tне-сэ moda-ťńe-se       | мода-со-н moda-so-n       | мода-со-н moda-so-n       | мода-со-т moda-so-t       | мода-со-нзo moda-so-nzo       | мода-со-нзo moda-so-nzo       |
| Elativ        | мода-сто moda-sto     | мода-сто moda-sto     | мода-стонть moda-stońť     | мода-tне-стэ moda-ťńe-ste     | мода-сто-н moda-sto-n     | мода-сто-н moda-sto-n     | мода-сто-т moda-sto-t     | мода-сто-нзo moda-sto-nzo     | мода-сто-нзo moda-sto-nzo     |
| Illativ       | мода-с moda-s         | мода-с moda-s         | мода-нтень moda-ńťeń       | мода-tне-с moda-ťńe-s         | мода-з-oн moda-z-on       | мода-з-oн moda-z-on       | мода-з-oт moda-z-ot       | мода-з-oнзo moda-z-onzo       | мода-з-oнзo moda-z-onzo       |
| Prolativ      | мода-ва moda-va       | мода-ва moda-va       | мода-ванть moda-vańť       | мода-tне-а moda-ťńe-va        | мода-ва-н moda-va-n       | мода-ва-н moda-va-n       | мода-ва-т moda-va-t       | мода-ва-нзo moda-va-nzo       | мода-ва-нзo moda-va-nzo       |
| Ablativ       | мода-до moda-do       | мода-до moda-do       | мода-донть moda-dońť       | мода-tне-дe moda-ťńe-ďe       | мода-до-н moda-do-n       | мода-до-н moda-do-n       | мода-до-т moda-do-t       | мода-до-нзo moda-do-nzo       | мода-до-нзo moda-do-nzo       |
| Lativ         | мода-в moda-v         | мода-в moda-v         | -                          | -                             | -                         | -                         | -                         | -                             | -                             |
| Translativ    | мода-кс moda-ks       | мода-кс moda-ks       | мода-ксонть moda-ksońť     | мода-tне-кс moda-ťńe-ks       | мода-кс-oн moda-ks-on     | мода-кс-oн moda-ks-on     | мода-кс-oт moda-ks-ot     | мода-кс-oнзo moda-ks-onzo     | мода-кс-oнзo moda-ks-onzo     |
| Abessiv       | мода-втомо moda-vtomo | мода-втомо moda-vtomo | мода-втомонть moda-vtomońť | мода-тне-втеме moda-ťńe-vťeme | мода-втомо-н moda-vtomo-n | мода-втомо-н moda-vtomo-n | мода-втомо-т moda-vtomo-t | мода-втомо-нзo moda-vtomo-nzo | мода-втомо-нзo moda-vtomo-nzo |
| Komparativ    | мода-шка moda-ška     | мода-шка moda-ška     | мода-шканть moda-škańť     | мода-тне-шка moda-ťńe-ška     | мода-шка-н moda-ška-n     | мода-шка-н moda-ška-n     | мода-шка-т moda-ška-t     | мода-шка-нзo moda-ška-nzo     | мода-шка-нзo moda-ška-nzo     |

## Syntax
Der reichhaltige formale morphologische Apparat der Sprache erlaubt es, dass die Reihenfolge der Konstituenten eher semantische, logische, pragmatische und stilistische Funktionen erfüllt als grammatische. So kann ein viergliedriger Satz mit Subjekt, Objekt, Adverb und Verb in jeder der theoretisch möglichen vierundzwanzig Ordnungen auftreten. Die Grundregel lautet: Thema zum Kopf des Satzes, fokalisiertes Element unmittelbar vor dem finiten Verb; ein fokalisiertes Verb muss also satzinitial stehen.
Die Reihenfolge ist SVO.

## Kyrillisches Alphabet
Das moderne Ersjanische-Alphabet ist dasselbe wie das russische:
| А /a/ | Б /b/  | В /v/  | Г /ɡ/ | Д /d/   | Е /je/ | Ё /jo/ | Ж /ʒ/  | З /z/ | И /i/  | Й /j/  |
| К /k/ | Л /l/  | М /m/  | Н /n/ | О /o/   | П /p/  | Р /r/  | С /s/  | Т /t/ | У /u/  | Ф /f/  |
| Х /x/ | Ц /t͡s/ | Ч /t͡ʃ/ | Ш /ʃ/ | Щ /ʃt͡ʃ/ | Ъ /-/  | Ы /ɨ/  | Ь /◌ʲ/ | Э /e/ | Ю /ju/ | Я /ja/ |

## Besonderheiten des Ersjanischen
Während die meisten finno-ugrischen Sprachen über eine Vielfalt an Vokalphonemen verfügen, weist das Ersjanische lediglich a, e, i, o und u auf. Vokale werden grundsätzlich kurz gesprochen. Ebenso weist das Ersjanische keinerlei Diphthonge auf.
Im Gegensatz zum Mokschanischen und den meisten anderen finno-ugrischen Sprachen liegt die Betonung häufig auf anderen Silben als auf der ersten. Das Ersjanische verfügt über zwölf Kasus und verwendet andere Suffixe zur Possessivbildung als das Mokschanische.